# Börzsöny
Börzsöny är en bergskedja i Ungern. Den ligger i den nordvästra delen av landet, 50 km norr om huvudstaden Budapest.
Börzsöny sträcker sig 26,5 km i sydvästlig-nordostlig riktning. Den högsta toppen är Csóványos, 941 meter över havet.
Topografiskt ingår följande toppar i Börzsöny:
- Alsó-Cikó-hegy
- Alsó-hegy
- Bába-hegy
- Bakostető
- Bánya-hegy
- Csepegő-hegy
- Csóványos
- Darabos-hegy
- Dedre-bérc
- Fekete-hegy
- Felső-Cikó-hegy
- Hálás-bérc
- Hegyes Orom
- Hegyhát
- Hideg-hegy
- Holló-kő
- Hosszú-bérc
- Hosszú-bérc
- Huszár-hegy
- Irtvány
- Jelence-hegy
- Kámor
- Kecske-bérc
- Kelemen-hegy
- Kis-Galla
- Kis-hegyes
- Kis-Inóc
- Kis-Koppány
- Kopasz-hegy
- Kuruc-bérc
- Kőember
- Kőkapu
- Köves-hegy
- Közép-hegy
- Közép-hegy
- Ló-hegy
- Málna-hegy
- Miklós-tető
- Mocsár-hegy
- Mogyorós-bérc
- Nagy Koppány
- Nagy Vaskapu
- Nagy-Galla
- Nagy-Hideg-hegy
- Nagy-Inóc
- Nagy-Mána
- Nagy-Szuha
- Nagy-vadálló
- Ól-hegy
- Pap-hegy
- Piroska-hegy
- Pulya
- Sajikút-hegy
- Sákola-tető
- Somos-hegy
- Sóshegy
- Szénás-hegy
- Szent-szög
- Szőlő-hegy
- Tolmács-hegy
- Vár-bükk
- Vár-bükk
- Vár-hegy
- Varjú-hegy
- Vastag-hegy
- Veréb-hegy
- Vörös-bérc
- Zuvári-hegy
- Öreg-vágási-hegy